# Brennendes Schicksal
Brennendes Schicksal ist ein US-amerikanisches Filmdrama aus dem Jahr 1989.
Nach einem Hausbrand verliert eine junge Familie mit zwei Schulkindern ihre Existenzgrundlage. Der Fernsehfilm beschreibt die Odyssee zwischen Hoffnung und Verzweiflung und vermittelt dem Zuseher den tristen Alltag der Familie, welche vergebens versucht, aus dem Sog als Sozialhilfeempfänger und Obdachlose herauszukommen.

## Handlung
Der Familienvater Mike Cooper kann seine Familie dank seiner Anstellung als Hauswart einigermaßen durchbringen. Dank Weiterbildung hofft er, demnächst eine bessere Anstellung als Elektriker zu erhalten. Als die Familie in der Nacht nach einem Besuch bei der Familie von Eddie, dem Bruder von Mike, zurückkommt, steht das Wohnhaus in Vollbrand. Die Anstellung als Hauswart ist somit verloren, die Familie steht vor einer ungewissen Zukunft.
Nur dank einigen Ersparnissen können es sich Mike und seine Frau Zan mit den beiden schulpflichtigen Kindern David und Tina vorerst leisten, in ein Motelzimmer zu ziehen. Erst nach Zureden von Zan überwindet sich Mike, Obdach und Unterstützung bei seinem Bruder Eddie anzunehmen. Mike hat jedoch große Mühe, nun von seinem Bruder abhängig zu sein, die Spannungen sind vorgegeben, die in einen deftigen Wortstreit enden und die Familie veranlasst, diese Bleibe zu verlassen.
Ohne Arbeit und Geld sehen sich die Eltern schon bald genötigt, bei der staatlichen Fürsorge Hilfe anzunehmen, dies trotz innerer Widerstände, gegen ihren Stolz und der eigenen Abneigung gegen „andere“ Sozialhilfeempfänger. Der Alltag in einer Sozialunterkunft wird für Eltern wie für die Kinder zu einer großen Odyssee zwischen Hoffnung und Verzweiflung. Die Kinder bekommen in der Schule als „Motelratten“ die entsprechenden Vorurteile und Abneigung der anderen Kinder zu spüren, gleichzeitig verbietet es Mike seinem Sohn David, mit Tomaso, einem anderen Jugendlichen aus der Unterkunft zu spielen. Dafür findet Zan bei der schwarzen Mitbewohnerin Prue eine starke moralische Unterstützung.
Immer wieder hofft Mike, eine Festanstellung zu erhalten, letztendlich steht er sogar ohne Teilzeitjob da. In der Annahme, im aufstrebenden Süden der Staaten einfacher eine Anstellung zu finden, entscheidet er sich schweren Herzens, die Familie vorerst zu verlassen, eine Entscheidung, die vor allem Sohn David mit großer Abneigung quittiert. Schon bald läuft David Gefahr, als Drogenkurier in die Kriminalität hineingezogen zu werden.
In Abwesenheit des Ehemannes wird Zan sexuell von Frank, einem Aufseher, bedrängt und erpresserisch (Drohung mit dem Jugendamt) wegen des Verhaltens von David (Tätigkeit als Drogenkurier) unter Druck gesetzt. Nachdem David seiner Mutter zu Hilfe eilte und dabei Frank mit einer Schere am Bein verletzte, verlässt Zan mit David und Tina fluchtartig die Unterkunft.
Nur wenige Habseligkeiten mit sich tragend lebt die Mutter mit ihren beiden Kindern nun auf der Straße. Später brechen sie in das Haus der abwesenden Familie von Eddie ein, werden von der Polizei jedoch wieder auf die Straße gesetzt. Eine Bleibe finden die drei daraufhin im Keller eines leerstehenden baufälligen Hauses. Wenig später kehrt Mike, weiterhin ohne Job, wieder zur Familie zurück.
Der Film endet abrupt, ohne dass die Filmhandlung zu einem „Ende“ geführt wird. Zu Beginn des Filmabspanns wird dem Zuseher die Botschaft vermittelt, dass „Schätzungen zufolge es in den USA 3 Millionen Obdachlose gibt, unter diesen Familien die höchste Zuwachsraten haben“.

## Kritik
„Ein Film über die Kehrseite des amerikanischen Traums, in dessen Pläne soziale Netze kaum vorgesehen sind.“

## Sonstiges
- Die Dreharbeiten erfolgten in Pittsburgh im US-Bundesstaat Pennsylvania.[2]

## Auszeichnungen
- Christine Lahti gewann 1990 für ihre Rolle als Zan Cooper den Golden Globe Award in der Kategorie Beste Hauptdarstellerin – Mini-Serie oder TV-Film.